# Bengt von Schening
Bengt von Schening, född 26 februari 1738 i Stockholm, död 3 juni 1777 i Stockholm, var en svensk riddarhusfiskal.
Bengt von Schening föddes 1738 i Stockholm. Han var son till byggningsborgmästaren Johan Schening i Stockholms stad och Brita Gustava Brehmsköld. Han adlades 25 november 1751 till von Schening och introducerades 1752 i Sveriges Riddarhus som nummer 1953. von Schening blev 27 april 1754 student vid Uppsala universitet och 28 januari 1757 auskultant i Kommerskollegium. Han blev vice notarie i Kommerskollegium 27 april 1759, kopist 28 september 1763 och riddarhusfiskal 1766. von Schening avled 1777 i Stockholm.
Han var medlem (violinist) i Utile Dulci och invaldes som ledamot 71 av Kungliga Musikaliska Akademien den 13 april 1776.